# Wartburg (Tennessee)
Wartburg ist eine City im Morgan County, im Osten Tennessees in den Vereinigten Staaten. Der Ort ist der County Seat von Morgan County. Das U.S. Census Bureau hat bei der Volkszählung 2020 eine Einwohnerzahl von 848 ermittelt.

## Geographische Lage
Der Ort liegt am östlichen Rand des Cumberland-Plateaus in den Crab Orchard Mountains, einem zu den Cumberland Mountains gehörigen Mittelgebirge. Der Bird Mountain beherrscht das Gebiet östlich des Ortes, er steigt von seinem Fuß am Ortsrand über eine Entfernung von etwa 16 km auf eine Gipfelhöhe von etwa 958 m bei dem Frozen Head State Park an. In der Nähe des Gipfels liegt die Quelle des Emory River, der von dort an der Nordseite des Berges nördlich an Wartburg vorbei nach Westen fließt und dann Richtung Süden von der Hochebene in den zum Tennessee River gehörenden Stausee Watts Bar Lake mündet. Der Obed River fließt aus dem Cumberland County in Richtung Osten durch eine Felsschlucht und mündet westlich von Wartburg in den Emory River.
Nach Angaben des United States Census Bureau beträgt die Fläche des Ortes etwa 2,5 km².

## Verkehrsanschluss
Wartburg liegt in der Nähe der Kreuzung zwischen der U.S. Route 27, die in südlicher Richtung nach Harriman und der Interstate 40 und in nördlicher Richtung nach Kentucky führt, und der Tennessee State Route 62, die in östlicher Richtung nach Oak Ridge und nach Westen weiter nach Tennessee hinein führt .

## Geschichte
Das Gebiet von Morgan County war ursprünglich Land der Cherokee und wurde 1805 im dritten Vertrag von Tellico an die Vereinigten Staaten abgetreten. Wartburg wurde um 1840 von George Gerding gegründet, der große Landgebiete aufkaufte um eine neue Kolonie zu gründen.
Unter der Leitung des Schwarzenberger Pastors Hermann Behr wurde zwischen 1847 und 1848 versucht, Auswanderungswillige insbesondere aus der Umgebung Leipzigs und Dresdens zu werben. Dazu ging man beim Landverkauf sogar so weit, den offiziellen vom Kongress festgesetzten Landpreis von 1¼ Dollar auf nur einen Dollar herabzusetzen. Dies hätte eigentlich schon misstrauisch machen müssen, dass das versprochene Land wirklich so fruchtbar wie geschildert ist. In Leipzig warb der Auswanderungsagent Johann Ernst Weigel (damals Grimmasche Str. 33) für die Kolonie (zum Beispiel in Anzeigen im Leipziger Tageblatt).
Deutsche und Schweizer Einwanderer gründeten die Siedlung, die sie nach der Wartburg in Deutschland benannten. Das offizielle Gründungsdatum ist das Jahr 1851.
Nachdem sich die Kolonie nicht richtig entfaltete, schwenkte Weigel zusammen mit einem F. G. Günther, der angeblich zwölfjährige Erfahrung in Amerika gesammelt hatte, auf ein neues Objekt um, das unter dem Begriff ,Kingston-Land-Compagnie' Land in Ost-Tennessee verkaufte. Ein früher Mahner vor unüberlegtem Landkauf schon in Deutschland war Friedrich Gerstäcker, der sich auch mit Weigel und Günther öffentlich auseinandersetzte.
Im Jahr 1879 beschloss der Morgan County seinen Sitz von Montgomery nach Wartburg zu verlegen. 1880 erreichte die Eisenbahn die Stadt und führte zu einer Ausweitung der Forstwirtschaft und einem verstärkten Kohleabbau.

## Natur und Freizeit
In der Umgebung befinden sich mehrere nationale oder staatlich Naturparks:
- Obed Wild and Scenic River (Wildwassergebiete am Obed Fluss; verwaltet vom amerikanischen National Park Service)
- Frozen Head State Park (zwischen Wartburg and Petros gelegen)
- Lone Mountain State Forest (entlang der U.S. Route 27 zwischen Wartburg und Harriman gelegen)
- Catoosa Wildlife Management Area (westlich von Wartburg)
- Big South Fork National River and Recreation Area (ein großes, bis Kentucky reichendes Gebiet in einiger Entfernung nördlich von Wartburg)